# Astra 3000

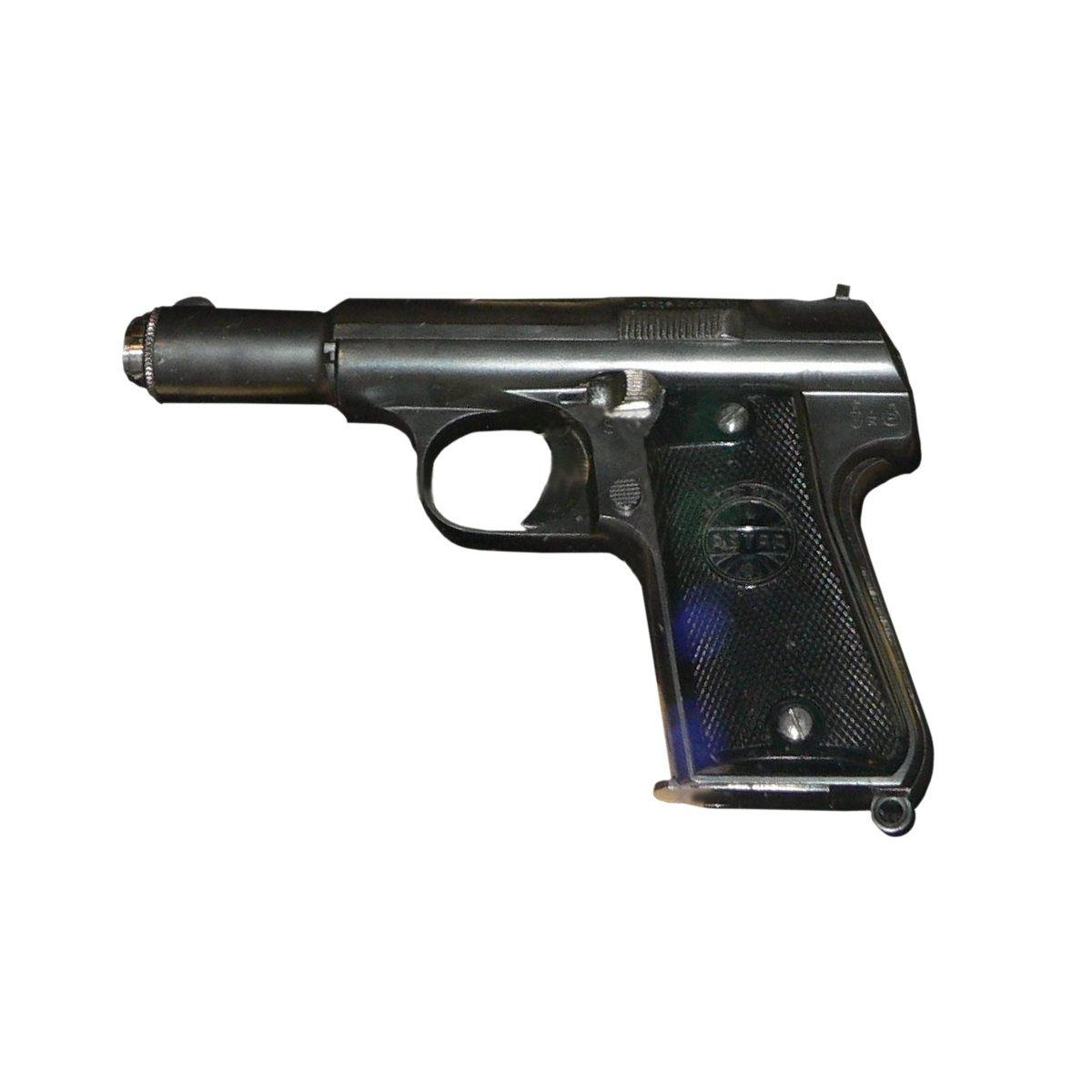
Astra 3000

Die Astra 3000 ist eine spanische Pistole. Waffenhersteller war die spanische Firma Astra Unceta Y Compañia S.A.

## Beschreibung
Die Astra 3000 Selbstladepistole ist 160 mm lang und hat eine Lauflänge von 98 mm. Das Magazin ist mit 7 Patronen des Modells Kaliber 7,65 Browning (.32 ACP) oder 6 Patronen im Kaliber 9 × 17 mm (.380 ACP) ladbar. Am Ende des Schlittens befindet sich ein Ladeanzeiger. Die Magazinverriegelung greift bei Modellen bis 1953 am Magazinboden; danach wurde die Verriegelung auf der linken Seite des Griffes hinter dem Abzug angebracht.

## Geschichte
Die Astra 3000 ist das Nachfolgemodell von Astra 300, einer Pistole die schon im Zweiten Weltkrieg verwendet wurde. Die Produktion der Astra 3000 begann 1948. 1956 wurde die Astra 3000 von dem Nachfolgemodell Astra 4000 abgelöst. Bis zu diesem Zeitpunkt wurden 44.000 Exemplare dieser Waffe hergestellt.